# 대상포진
대상포진(帶狀疱疹, 영어: shingles, herpes zoster)은 바이러스에 의한 질병으로, 물집(수포)을 동반한 발진이 몸의 한 쪽에, 주로 줄무늬 모양으로 나타나는 것이 특징이다.
이는 수두(水痘)를 일으키기도 하는 수두·대상포진 바이러스(varicella zoster virus, VZV)에 의한 것이며 어렸을 때 앓았던 수두 바이러스가 없어지지 않고 특정 신경 속에 있다가 몸이 약해지거나 면역력이 떨어질 때 다시 활동하는 질병으로, 통증이 매우 심하다.
수두·대상포진 바이러스는 아무런 증상 없이 신경 세포 안에, 혹은 드문 확률로 척추신경절이나 뇌신경, 자율 신경계 신경절의 위성 세포 안에 숨어있게 될 수 있다. 수두에 감염된 지 수년, 혹은 수십년 뒤에 이 바이러스는 세포막을 깨고 나와 신경 섬유를 따라 이동해 해당 신경에 근접한 피부에 바이러스성 감염을 일으킨다. 이 바이러스는 감염된 신경 부분에 속한 한 개 이상의 신경절에서부터 나와 같은 피부신경절(하나의 척수신경과 연결된 피부 부위) 내에서 확산되며 통증을 동반한 뾰루지를 유발한다.
 보통 뾰루지는 2~4주 후에 낫게 되지만, 일부는 수개월 또는 수년동안 신경통을 호소하는 경우도 있으며, 이를 대상포진 후 신경통(PHN)이라고 한다. 이 바이러스가 어떻게 몸 안에 숨어있게 되는지, 그리고 어떻게 다시 발생하는지에 대해서는 정확히 알려지지 않은 상태이다.
세계적으로 대상포진 발병 비율은 한 해 건강한 사람 1천 명 당 1.2 ~ 3.4명 꼴이며, 65세 이후의 경우에는 1천 명 당 3.9~11.8명 꼴로 증가한다.

항바이러스제는, 대상포진 특유의 뾰루지가 발견된 지 72시간 내에 7일에서 10일 동안의 투여를 시작하면 통증과 발병기간을 감소시킬 수 있다.

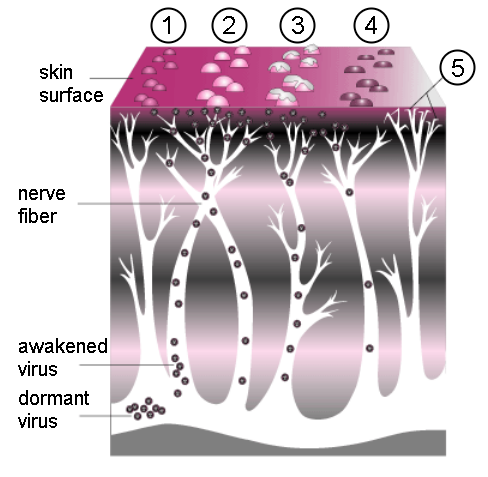
대상포진의 진행 - 밀집한 작은 융기들이 (1) 물집이 된다 (2). 물집에는 임파액이 차고, 터지며 (3), 딱지가 떨어지고 (4), 결국에는 사라진다. 신경의 손상으로 대상포진후 신경통이 남을 수 있다. (5)

어렸을 때 수두를 앓은 사람한테서 나타난다. 어렸을 때 수두가 완치되더라도, 완전히 사라지지 않고 신경에 남는다.
면역력이 약해졌을 때 피부로 올라와 대상포진이 된다.

## 진단
일단 뾰루지가 나게 되면 눈으로만 진찰하고도 이 병을 알아볼(감별 진단하는 것) 수 있는데, 이는 이렇게 특징적인 모양으로 뾰루지가 나는 병이 거의 없고 피부분절을 따라 분포하는 발진은 희귀하기 때문이다. 하지만, 때때로 당연히 대상포진 환자로 생각하고 채혈한 경우의 약 20% 정도가 단순포진 바이러스로 나타났다고 한다.챙크 시험은 포진 바이러스에 의한 급성 감염을 진단하는 데 유용하지만, HSV와 VZV를 분별하지는 못한다.
뾰루지가 없는 상태에서(대상포진의 초기나 후기, 혹은 무발진성 대상포진의 경우), 대상포진은 진단하기 어려울 수 있다. 뾰루지와는 별도로, 대부분의 증상은 다른 상황에서도 나타날 수 있다.
몇 가지 병리검사를 통해 대상포진을 진단할 수 있다. 가장 많이 하는 검사법은 정크 검사 (Tzanck test)라고 하며 VZV 대응 lgM 항체를 혈액에서 검출하는데, 이 항체는 대상포진 바이러스가 잠복기에 있을 때에는 검출이 안되며, 바이러스가 활동하여 뾰루지가 난 상태에서 검출된다. 이 검사의 경우 대상포진이 수포 단계에 이르렀을 때 수포 단계가 지나면 민감도가 낮아질 뿐만 아니라 피부에 딱지가 생길 경우 이 방법을 사용할 수 없다는 단점이 존재한다. 물론 이 분석을 통해 대상포진 뿐만 아닌 단순포진 바이러스 진단을 할 수 있다.

## 예방
2007년 10월에, 미국에서는 60세 이상을 대상으로 한 대상포진 백신을 승인하였다.
미국의 연구에서는 백신을 50세 이상의 성인 수 만명에게 접종한 결과, 대상포진의 발생이 절반으로, 고통을 겪는 환자가 1/3로 줄어 대상포진의 예방효과가 있음이 확인되었다.
대상포진에 걸린 사람은 스트레스와 피로에 의해 면역력이 저하되는 상태이므로, 만성적으로 불규칙한 생활을 하거나 과도한 피로, 두뇌노동을 요하는 작업을 계속하는 것은 피하는 것이 좋으며, 규칙적인 생활과 충분한 영양 섭취, 마음의 안정이 필요하다.
충분한 수면을 취하는 것은 면역글로불린 생성을 촉진하며, 규칙적인 유산소 운동(주 3회 이상)은 자연살해세포의 활동을 증가시킨다 또한 스트레스 관리는 코르티솔 수치를 낮춰 각종 면역 기능을 정상화하는데 큰 이점으로 작용하며 명상이나 심호흡 같은 스스로를 컨트롤하는 방법을 터득하는 것이 필요하다.

## 치료

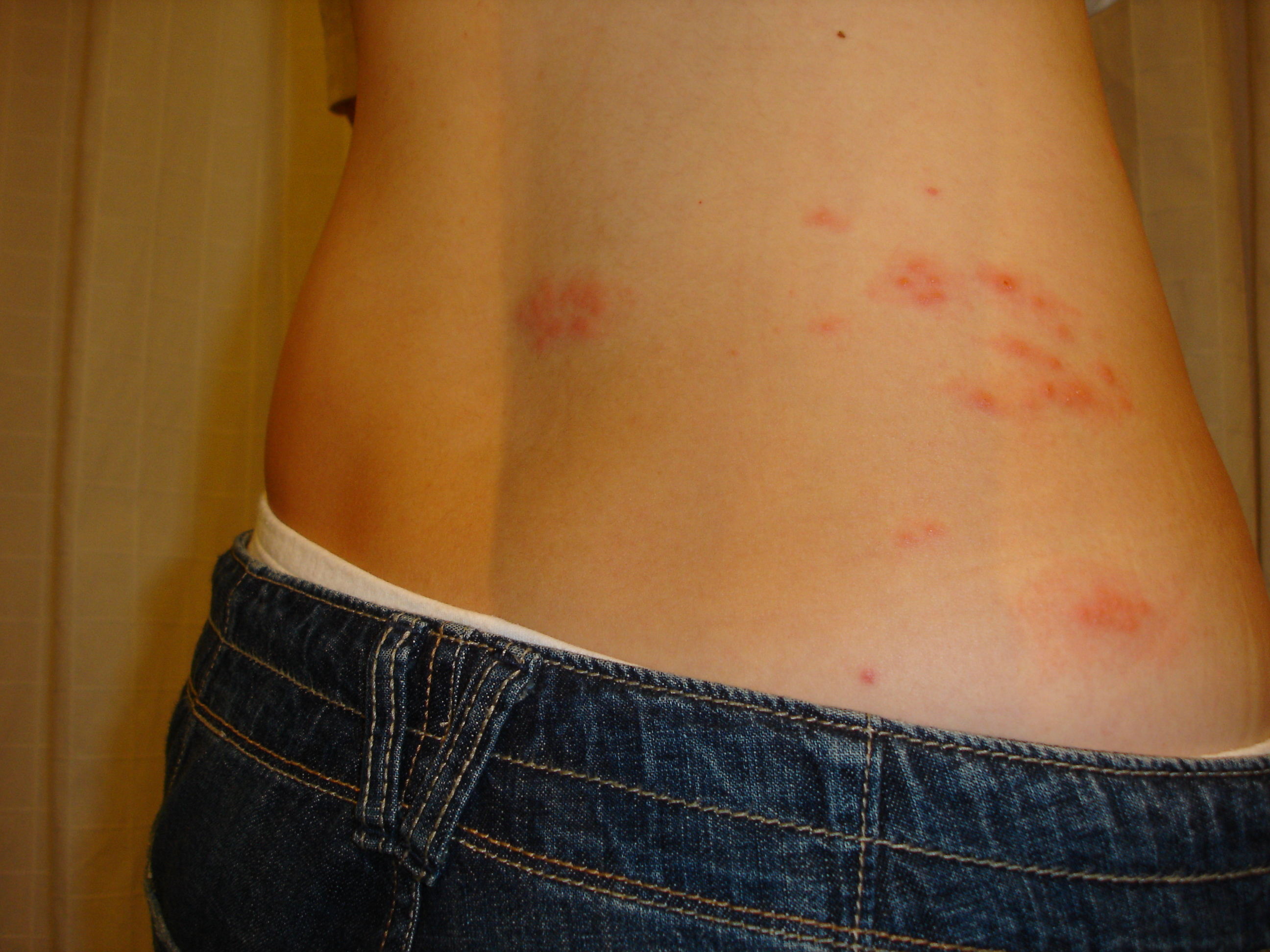
등에 발생한 대상포진

치료의 목적은 통증과 그 지속시간을 제한하고, 대상포진의 지속 기간을 줄이며, 합병증을 감소시키는 데 있다. 대상포진 후 신경통과 같은 합병증에는 증상에 따른 치료가 필요하다. 하지만, 치료하지 않은 대상포진에 대한 한 연구에 따르면 뾰루지가 사라진 후에 나타나는 통증(대상포진 후 신경통)은 50세 미만의 사람에게는 매우 드물며 시간이 지나면서 서서히 없어진다. 나이 든 사람들은 통증이 사라지는 속도가 더디긴 하지만, 70세가 넘은 사람이라 할 지라도 그 중 85%는 대상포진 발병 후 1년이 지나면 통증이 사라졌다.

### 진통제
약하거나 그리 심하지 않은 통증을 겪는 환자는 시중에서 구입 가능한 진통제로 치료할 수 있다. 칼라민을 포함한 로션을 뾰루지나 물집에 바를 경우 증세가 완화될 수 있으며, 심한 통증의 경우 모르핀의 사용이 가능하다. 딱지가 지고 나면, 캡사이신 크림(조스트릭스)이 사용될 수 있다. 리도카인 국소마취제 및 신경차단도 통증을 완화시키는 데 도움이 된다. 급성 통증의 경우 aspirin, acetaminophen/parecetamol, 비스테로이드성 소염진통제 (NSAIDs), 아편유사제 (tramedol 포함), TCA, gabapentin, pre-gabalin의 사용은 권장되지만 제한적 근거를 가진다고 한다. 때 급성통증 환자에서 심한 통증이 생길 경우 PHN (대상포진후 신경통)의 위험요소가 존재하여 항바이러스제 투여와 병용하여 가바펜틴을 투여할 경우 대상포진 후 신경통의 경감 효과를 기대할 수 있다.

### 항바이러스
항바이러스제는 VZV의 복제 활동을 억제하고 최소한의 부작용으로 대상포진의 병세와 지속기간을 줄여주지만, 대상포진 후 신경통을 예방하지는 못한다. 이러한 약품 중에서 아시클로비어가 기본 치료제로 처방되어왔지만, 새 약품인 발라시클로비어와 팜시클로비어의 효과가 비슷하거나 더 뛰어나고 안전성이 높다. 이 약품들은 예방(예를 들어 에이즈 환자에게)과 급성 발병의 경우에 모두 쓰인다. 항바이러스 제제를 이용한 치료는 면역성을 가진 50세 이상의 사람들 중 대상포진을 겪는 모두에게 권해지며, 뾰루지가 나타난지 72시간 내에 투여할 경우 효과가 더 좋다. 면역 결핍인 환자에게서 대상포진과 함께 나타나는 합병증은 아시클로비어 정맥주사로 증세가 완화될 수 있다. 대상포진의 반복적인 발병확률이 높은 사람의 경우, 보통 아시클로비어를 5일 동안 경구 투약하면 효과를 본다.

## 같이 보기
- 수두(水痘, 영어: Chickenpox)

- 로타바이러스(영어: Rotavirus)